# Landtag de Brandebourg
8e législature
Château de Potsdam
Le Landtag de Brandebourg (en allemand : Landtag Brandenburg) est le parlement régional du Land de Brandebourg. Il se compose de 88 députés.

## Mode de scrutin
Le Landtag est constitué de 88 députés (en allemand : Mitglied des Landtags, MdL), élus pour une législature de cinq ans au suffrage universel direct et suivant le scrutin proportionnel de Hare.
Chaque électeur dispose de deux voix : la première lui permet de voter pour un candidat de sa circonscription, selon les modalités du scrutin uninominal majoritaire à un tour, le Land comptant un total de 44 circonscriptions ; la seconde voix lui permet de voter en faveur d'une liste de candidats présentée par un parti au niveau du Land.
Lors du dépouillement, l'intégralité des 88 sièges est répartie en fonction des secondes voix récoltées, à condition qu'un parti ait remporté 5 % des voix au niveau du Land ou un mandat dans une circonscription. Le parti représentant la minorité sorabe serait exempt de ces seuils s'il existait. Si un parti a remporté des mandats au scrutin uninominal, ses sièges sont d'abord pourvus par ceux-ci.
Dans le cas où un parti obtient plus de mandats au scrutin uninominal que la proportionnelle ne lui en attribue, la taille du Landtag est augmentée jusqu'à rétablir la proportionnalité.
En 1990, le Landtag de Brandebourg était élu pour un mandat de quatre ans.

## Présidents du Landtag
| Nom            | Nom                                | Durée                             | Parti |
| -------------- | ---------------------------------- | --------------------------------- | ----- |
|                | Friedrich Ebert junior             | 22 novembre 1946 - 1949           | SED   |
| Otto Meier     | février 1949 - 1952                |                                   | SED   |
|                | Herbert Knoblich                   | 26 octobre 1990 - 13 octobre 2004 | SPD   |
| Gunter Fritsch | 13 octobre 2004 - 8 octobre 2014   |                                   | SPD   |
| Britta Stark   | 8 octobre 2014 - 15 septembre 2019 |                                   | SPD   |
| Ulrike Liedkte | depuis le 15 septembre 2019        |                                   | SPD   |

## Législatures

1re législature.
2e législature.
3e législature.
4e législature.
5e législature.
6e législature.
7e législature.